# Scobey

Scobey é uma cidade localizada no estado americano de Montana, no Condado de Daniels.

## Demografia
Segundo o censo americano de 2010, a sua população era de 1017 habitantes.

## Geografia
De acordo com o United States Census Bureau tem uma área de
1,9 km², dos quais 1,9 km² cobertos por terra e 0,0 km² cobertos por água. Scobey localiza-se a aproximadamente 752 m acima do nível do mar.

## Localidades na vizinhança
O diagrama seguinte representa as localidades num raio de 68 km ao redor de Scobey.